# Il Mattino

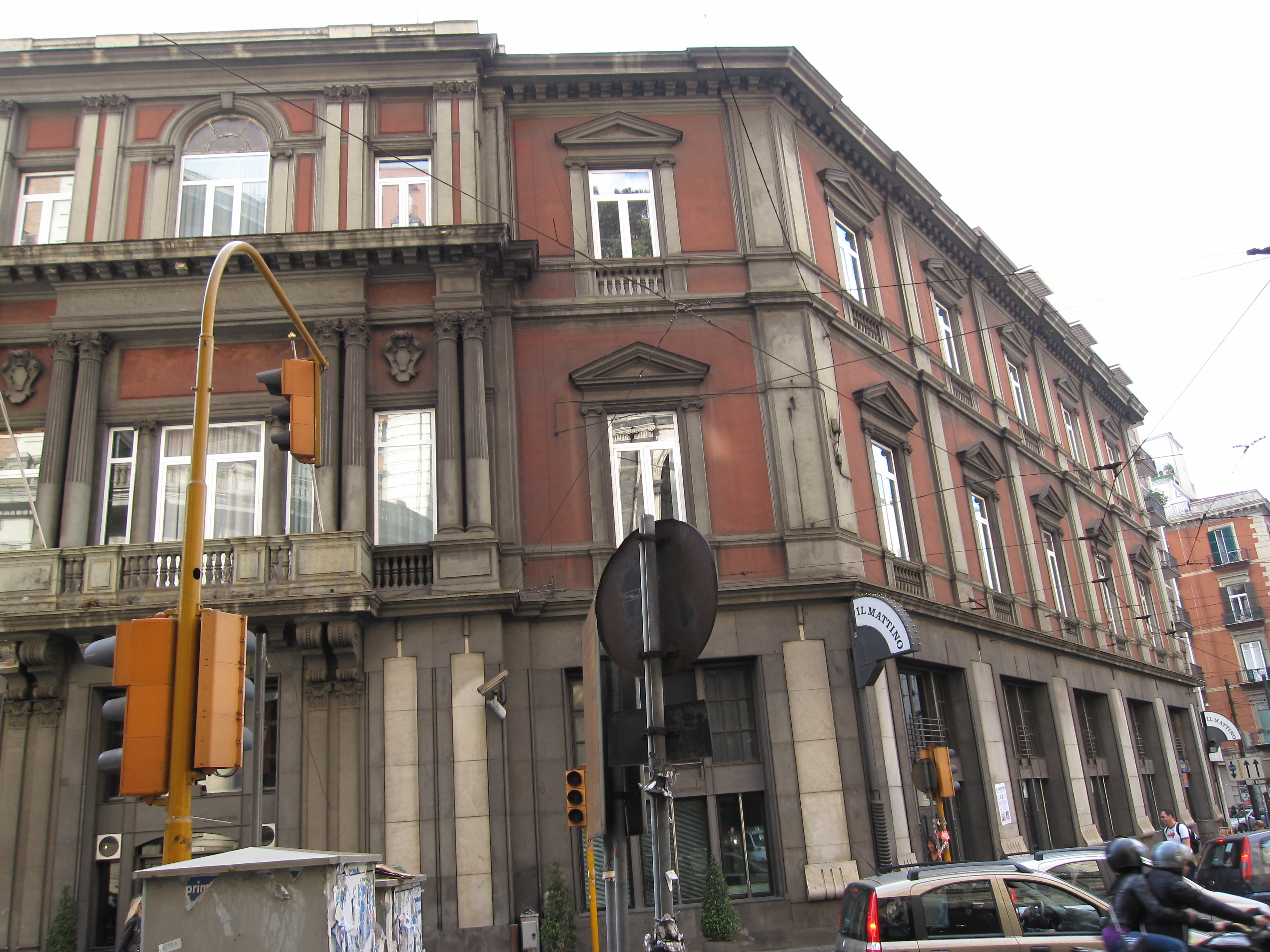
La redacció està a Chiatamone, 65.

Il Mattino és un diari italià publicat en Nàpols, Itàlia.
Il Mattino fou publicat per primera vegada el 16 de març de 1892 pels periodistes Edoardo Scarfoglio i Matilde Serao. El paper és publicat per Caltagirone Editore.
La circulació de Il Mattino era de 87.777 còpies el 2004. Segons les dades del 2008 de l'enquesta Accertamenti Diffusione Stampa, era el diari més llegit de Campània, i segons Audipress, un dels més llegits d'Itàlia del sud amb 975.000 lectors el 2011. El 2008 van circular 79.573 diaris.